# Comarque d'Alfaro
La comarque d'Alfaro, (La Rioja - Espagne) se situe dans la région Rioja Baja, dans une zone de Vallée.

## Municipalités
- Aldeanueva de Ebro
- Alfaro
- Rincón de Soto.